# Verbascum thapsus
Verbascum thapsus é uma espécie de verbasco (ou barbasco, tipo, pavio ou vela-de-bruxa) endémica da Europa, Norte de África e Ásia, e introduzida nas Américas e Oceania. Tem propriedades medicinais e tóxicas, sendo usada em alguns locais para matar os peixes dos rios.
É uma planta herbácea bienal, dicotiledónea, que alcança 2 m de altura, com caule ereto ramificado e lanoso. As folhas, de até 50 cm de comprimento, são ovais lanceoladas, alternadas, cobertas por penugem branca ou prateada, formando uma roseta basal no primeiro ano. Durante o segundo ano cresce um único caule floral de 1 a 2 m de altura, que pode atingir 3,5 m e que termina numa inflorescência, constituída por um racemo denso com numerosas flores de cor amarela clara.

## Taxonomia e nomenclatura
Na nomenclatura botânica, o verbascum thapsus foi descrito pela primeira vez por Carolus Linnaeus na sua obra Species Plantarum de 1753. O nome específico thapsus foi usado pela primeira vez por Teofrasto (por θάψος, "thapsos") para uma erva não especificada da colónia da Grécia Antiga de Thapsos, Siracusa, Sicília, embora seja frequentemente ligado à antica cidade tunisina de Tapso. Dentro dos Verbascum, está classificada na secção Bothrosperma subseita Fasciculata.
Na altura, nenhum espécime tipo foi especificado, tendo surgido apenas no século XIX. Quanto um lectótipo (tipo seleccionado entre material original) foi designado, foi relacionado com o espécime 242.1 do herbário de Lineu, o único espécime de V. thapsus no herbário. A espécie tinha sido previamente designada como espécie-tipo para o Verbascum. As plantas europeias exibem considerável variação fenotípica, As populações introduzidas na América têm muito menor variação.

### Subespécies e híbridos
Há três subespécies:
- V. thapsus subsp. thapsus; tipo, muito comum.[19]
- V. thapsus subsp. crassifolium (Lam.) Murb.; na região mediterrânica e até aos 2000 m no sudoeste da Áustria.[20] (sin. subsp. montanum (Scrad.) Bonnier & Layens)
- V. thapsus subsp. giganteum (Willk.) Nyman; endémica em Espanha.[21]

Nestas duas últimas, o estames mais baixos são também pilosos Na subsp. crassifolium, a pilosidade é menos densa e frequentemente ausente da parte superior das anteras, e as folhas mais baixas são raramente dobradas e têm pecíolos mais longos, enquanto que na subsp. giganteum, a pilosidade é densa tomentosa e braca, e as folhas inferiores fortemente dobradas. A subsp. crassifolium difere ainda do tipo por ter flores um pouco maiores, até 15–30 mm de extensão, enquanto na espécie-tipo o diâmetro é de 12–20 mm.
Ambas as subsp. giganteum e crassifolium foram originalmente descritas como espécies. Outras subspécies descritas não foram aceites globalmente e incluema subsp. martinezii (Valdés) A.Galán e J.A.V.Orellana (=V. giganteum subsp. martinezii Valdés), subsp. litigiosum (=V. litigiosum Samp.) e a subsp. langei. A planta é também cruzada em vários híbridos (ver tabela). Destes, o mais comum é o V. × semialbum Chaub. (× V. nigrum). Todos ocorrem na Eurásia, e três, V. × kerneri Fritsch, V. × pterocaulon Franch. e V. × thapsi L. (sin. V. × spurium W.D.J.Koch), têm exemplares na América do Norte.

## Descrição geral
É uma planta herbácea de forma quase arrosetada, com cerca de 30 a 250 cm de comprimento e é mais ou menos densamente acinzentada ou esbranquiçada-tomentosa. As suas folhas basilares são elípticas a obovado-oblonga, são obtusas, inteiras ou miudamente crenuladas. As folhas caulinares são distais decurrentes. A inflorescência é geralmente simples, com brácteas ovadas a lanceoladas e acuminadas.
Os pedicelos encontram-se parcialmente adnados à ráquis da inflorescência. O cálice é constituído por lóbulos lanceolados. A corola é amarela e tem cinco estames, tendo os superiores filetes vilosos e os inferiores filetes nus a vilosos; as anteras são decurrentes e os pêlos dos filetes são de cor branca; o estigma é capitado. As flores são pentâmeras, quase sésseis e com pedúnculos muito pequenos (2 mm). Os cinco estames são de dois tipos: três superiores mais pequenos com filamentos cobertos de pelo amarelo ou esbranquiçado e anteras pequenas, enquanto os dois inferiores têm filamentos glabros e anteras maiores, todos eles fundidos nas pétalas. A sépala é tubular de cinco lóbulos e uma corola de cinco pétalas, a última das quais amarela clara e 2,5 cm mais estreita. Pode viver 2, 3 anos ou mais.
Esta planta produz pequenas cápsulas ovoides ou elipsoides (6 mm) que se partem em duas metades. Cada cápsula tem grande número de diminutas sementes de coloração castanha (menos de 1 mm).

## Distribuição e habitat
Cresce numa grande variedade de habitats, mas prefere solos bem iluminados, onde pode surgir pouco depois da receção da luz, a partir de sementes duradouras que persistem no banco de sementes do solo. É uma planta comum que se espalha de modo prolífico por sementes, mas raramente se torna agressivamente invasiva uma vez que a semente precisa de solo aberto para germinar. É um problema pouco relevante para as colheitas agrícolas em geral pois não é uma espécie competitiva, sendo intolerante à sombra de outras plantas e incapaz de sobreviver ao corte. Alberga muitos insetos, alguns dos quais podem ser prejudiciais para outras plantas. Embora os indivíduos sejam fáceis de remover à mão, as populações são difíceis de eliminar permanentemente.
Esta espécie de verbasco coloniza solos arenosos e pálidos. Isto deve-se em parte à sua intolerância à sombra e aos períodos muito longos durante os quais as sementes podem permancer inactivas antes da germinação. Não é uma erva daninha para a agricultura, embora a sua presença possa ser difícil de erradicar por completo, sendo problemática em zonas de sobrepastoreio. A espécie está listada legalmente como prejudicial no Colorado, Estados Unidos (Classe C), Havaí e Victoria (Austrália).
Preferindo os solos arenosos ou secos, pode no entanto dar-se bem numa variedade de habitats, incluindo prados, bermas, clareiras florestais e pastagens. Germina quase somente em solo nu, em temperaturas entre 10 °C e 40 °C. Esta capacidade de crescer numa ampla variedade de habitats tem sido relacionada com uma forte variação do fenótipo mais do que capacidade de  adaptação. Embora possa germinar em escuridão total se as condições favoráveis forem reunidas (testes dão uma taxa de 35% de germinação em condições ideais), na natureza só o fará se as sementes estiverem expostas, ou muito próximas da superfície. Embora possa aparecer em áreas onde há alguma vegetação, o crescimento das rosetas em solo nu é quatro a sete vezes mais rápido.
No extremo leste do seu habitat, na China, os estames não ultrapassam 1,5 m de altura. Os altos estames terminam num denso espigão florido, que pode ocupar até metade do comprimento do estame. Todas as partes da planta estão cobertas por with tricomas em forma de estrela. A sua ploidia é 2n = 36.
Nas plantas em flor as folhas estão dispostas alternadamente ao longo do estame. As folhas são grossas e com uma "dobra", com muita variação especialmente entre as folhas superiores e inferiores, com as formas a variar entre oblongas e oblanceoladas e até 50 cm de comprimento e 14 cm de largura. Tornam-se menores à medida que se sobe o estame, e menos dobradas na parte inferior do estame. O estame florido é sólido e espesso com 2–2.5 cm de diâmetro, e ocasionalmente ramificado mesmo sob a inflorescência, em especial se danificado.  Depois de florescer e libertar sementes o estame e frutos persistem no Inverno depois de secarem em estruturas rígidas cobertas por cápsulas densas e ovoides. Os estames secos são mais frequentemente escuros e acastanhados, e é comum permanecerem até à Primavera seguinte ou mesmo até ao Verão. A planta produz uma raiz primária pouco funda.

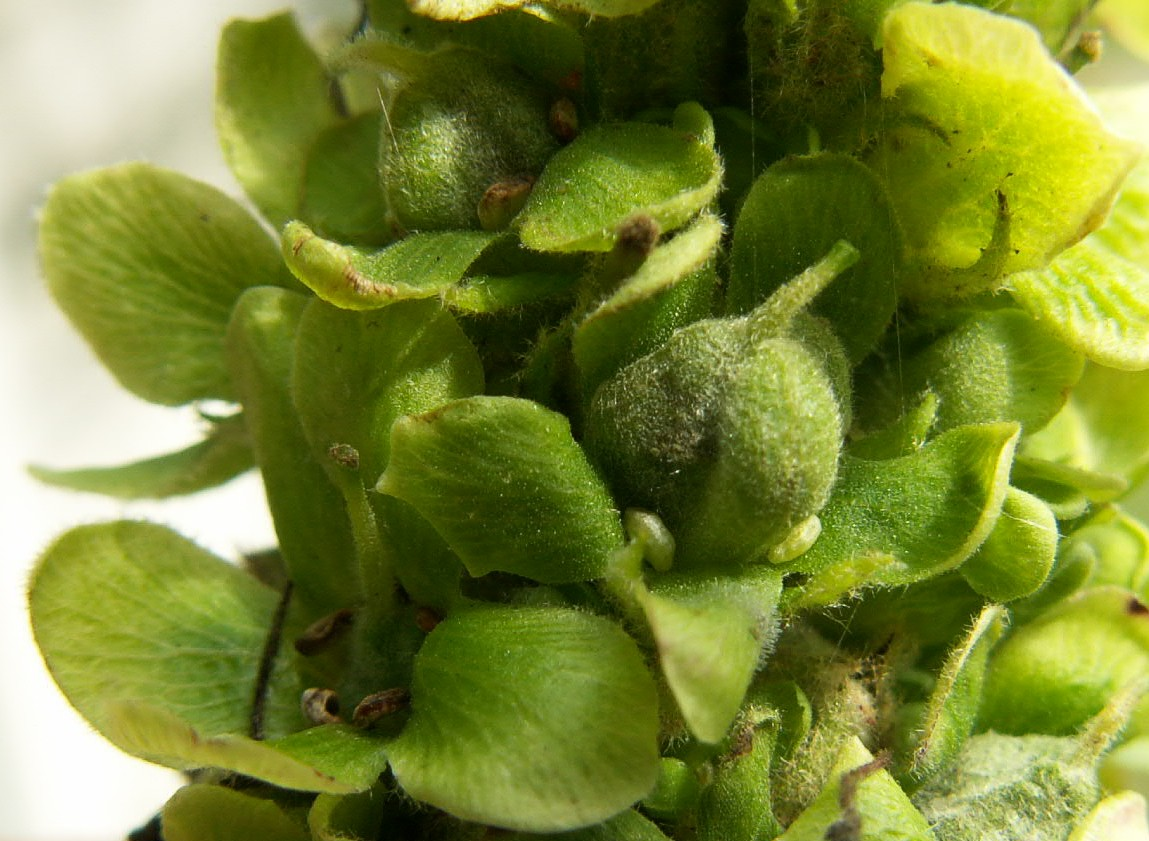
Os frutos do verbasco contêm um grande número de sementes.

O verbascum thapsus tem uma ampla zona de origem, incluindo a Europa, norte de África e Ásia, indo dos Açores e Ilhas Canárias até ao oeste da China. Em latitude varia das Ilhas Britânicas, Escandinávia e Sibéria, até ao Himalaia. No norte da Europa, cresce do nível do mar até aos 1850 m de altitude, e na China no intervalo 1400–3200 m.
Foi introduzida em todas as zonas de clima temperado, e a sua naturalização como erva daninha na Austrália, Nova Zelândia, Ásia tropical, Reunião, América do Norte, Havai, Chile, Hispaníola e Argentina. Há também exemplares no Japão.
Nos Estados Unidos foi cedo importada, no século XVIII e cultivada pelas suas propriedades medicinais e piscicidas. Em 1818, estava a espalhar-se tanto que Amos Eaton pensou tratar-se de uma planta nativa. Em 1839 era já relatada no Michigan e em 1876, na Califórnia. É hoje comum em todos os estados dos EUA. No Canadá, é mais comum no sul do Quebec, Ontário e Colúmbia Britânica, e nas Províncias Marítimas, com populações dispersas entre elas.

## Ecologia e ciclo de vida

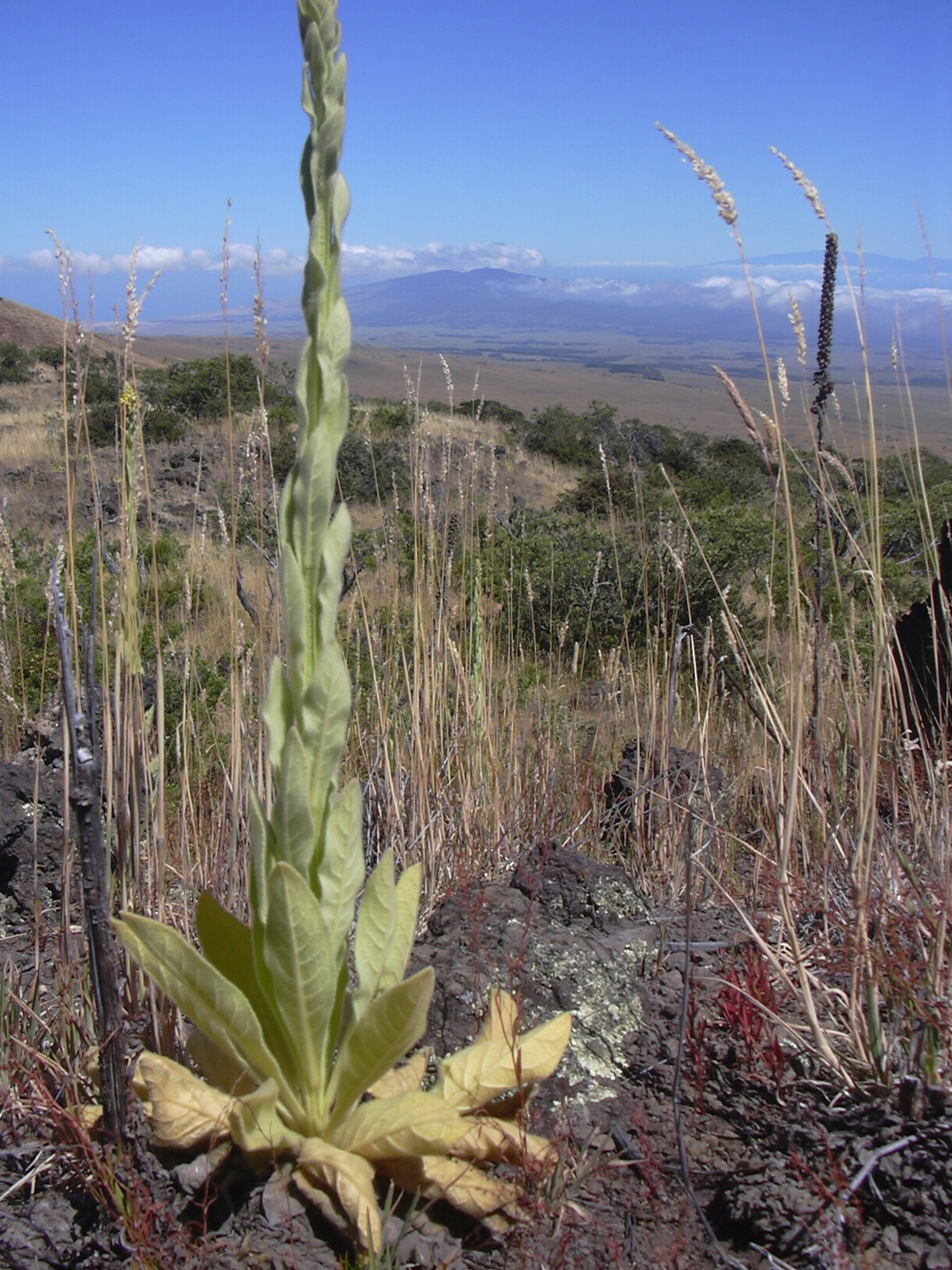
O V. thapsus cresce melhor com pouca competição.

As abelhas da família Megachilidae, em especial do género Anthidium, usam a penugem da planta para fazer os seus ninhos. As sementes são geralmente muito pequenas para que as aves se alimentem delas, embora tenha sido observado que a espécie Carduelis tristis as consuma. Outras espécies de aves consomem as folhas (Ganso-do-havaí) ou flores (Loxioides bailleui) ou o V. thapsus, ou usam a planta como fonte para insectos (Picoides albolarvatus).
O verbasco é bienal e necessita em geral de dormição invernal antes de florescer. Esta vernalização é devida à degradação do amido da raiz activada pelas baixas temperaturas, que a aplicação de giberelina permite ultrapassar. As sementes germinam na Primavera e Verão quando expostas à luz, e as que germinam no Outono produzem plantes que sobrevivem ao Inverno se forem suficientemente grandes, pois as com rosetas menores que 15 cm não o conseguem. Depois de florir a planta morre geralmente no fim do segundo ano mas alguns espécimes, especialmente nas zonas mais a norte, requerem períodos mais longos e florescem no terceiro ano.
As sementes mantêm o poder germinativo durante décadas, de acordo com alguns estudos. As sementes são o único método de reprodução desta planta.
A autopolinização e a polinização cruzada das flores são ambas possíveis. Se no final do dia a flor aberta não tiver sido visitada por um polinizador, é autopolinizada. Embora as flores do Verbascum thapsus sejam visitadas por uma grande variedade de insetos, só as abelhas são efetivamente polinizadores Em estudos em estufa e no campo, descobriu-se que as flores autopolinizadas naturalmente têm menos sementes que as de polinização cruzada, apresentando o máximo de 75% de sementes, pelo que aparenta ser um método utilizado por pequenas populações sem capacidade de atrair os polinizadores.
A altura da planta também afeta as visitas dos polinizadores e o método de polinização. Experiências na Geórgia e Carolina do Norte, nos Estados Unidos, mostraram que as plantas altas têm maior taxa de polinização cruzada, com as plantas de mais de 150 cm de altura a apresentar 21% mais deste método que as mais baixas As flores no topo da inflorescência também receberam mais pólen que as flores mais baixas.
O Verbascum thapsus produz abundante quantidade de sementes, e a ramificação e o facto de ser fasciada favorece essa grande produção. Num campo abandonado no Michigan, contou-se entre 0 e 749 sementes por cápsula e uma média de 208 sementes por cápsula, com totais médios por indivíduo de 175 000 sementes Em campos abandonados entre 1 e 4 anos no sudoeste do Michigan verificaram-se 100 000 sementes por planta e no Dakota do Norte, em condições "com diminuta competição" e amostradas quando a produção de sementes parecia estar no auge, contaram-se 223 200 sementes numa planta.
As sementes não têm adaptações morfológicas para percorrer grandes distâncias, caindo maioritariamente perto da planta-mãe. A distância superior a 11 m é possível, mas a mediana é 1 m.
O armazenamento de sementes é persistente, e estas podem germinar após 100 anos ou mesmo mais de permanência no solo.

## Impacto na agricultura e formas de controlo
Uma vez que não pode competir com outras plantas em locais onde estas já existem abundantemente, o verbasco deixou de ser uma espécie com interesse agrícola exceto em áreas onde a vegetação é esparsa, como as áreas semidesérticas da parte oriental da Sierra Nevada, na Califórnia. Nestes contextos ecológicos, ultrapassa as ervas nativas; a sua tendência de surgir após os incêndios florestais causa perturbação na sucessão ecológica normal. Embora não seja uma ameaça à agricultura, a sua presença pode ser difícil de erradicar por completo, e é especialmente problemático em locais sujeitos a sobrepastoreio. A espécie está listada como erva daninha nos estados norte-americanos do Colorado (Classe C) e Havai, e no estado australiano de Victoria (é proibida localmente na região de West Gippsland e controlada em outras).
É hospedeira de vários insetos, tanto prejudiciais como benéficos para a atividade agrícola. É ainda potencial hóspede de vírus e fungos que danificam a produção de espécies hortícolas. Um estudo mostrou que o V. thapsus acolhe insetos de 29 famílias diferentes, como a Frankliniella occidentalis, espécies de Lygus (Lygus lineolaris), e ácaros Tetranychidae. Tal torna a planta em habitat potencial de pestes durante a estação fria.
Outros insetos são habitualmente encontrados em espécies de verbasco em geral ou no Verbascum thapsus em particular, como o Haplothrips verbasci, Gymnaetron tetrum (cuja larva consome as sementes) e a lagarta-do-verbasco (Cucullia verbasci). Insetos úteis também se encontram, como os dos géneros Galendromus, Typhlodromus,  Amblyseius, Orius (Orius tristicolor) e Campylomma  (Campylomma verbasci). A capacidade da planta em acolher espécies nocivas e benéficas e manter estáveis populações de insetos fá-la ser usada em controlo biológico de outras culturas. Exemplos são o Campylomma verbasci e o Dicyphus hesperus (Miridae), predador de mosca-branca. Uma série de espécies de lepidópteros, incluindo Papaipema nebris e Strymon melinus, também usam o V. thapsus como hospedeiro.

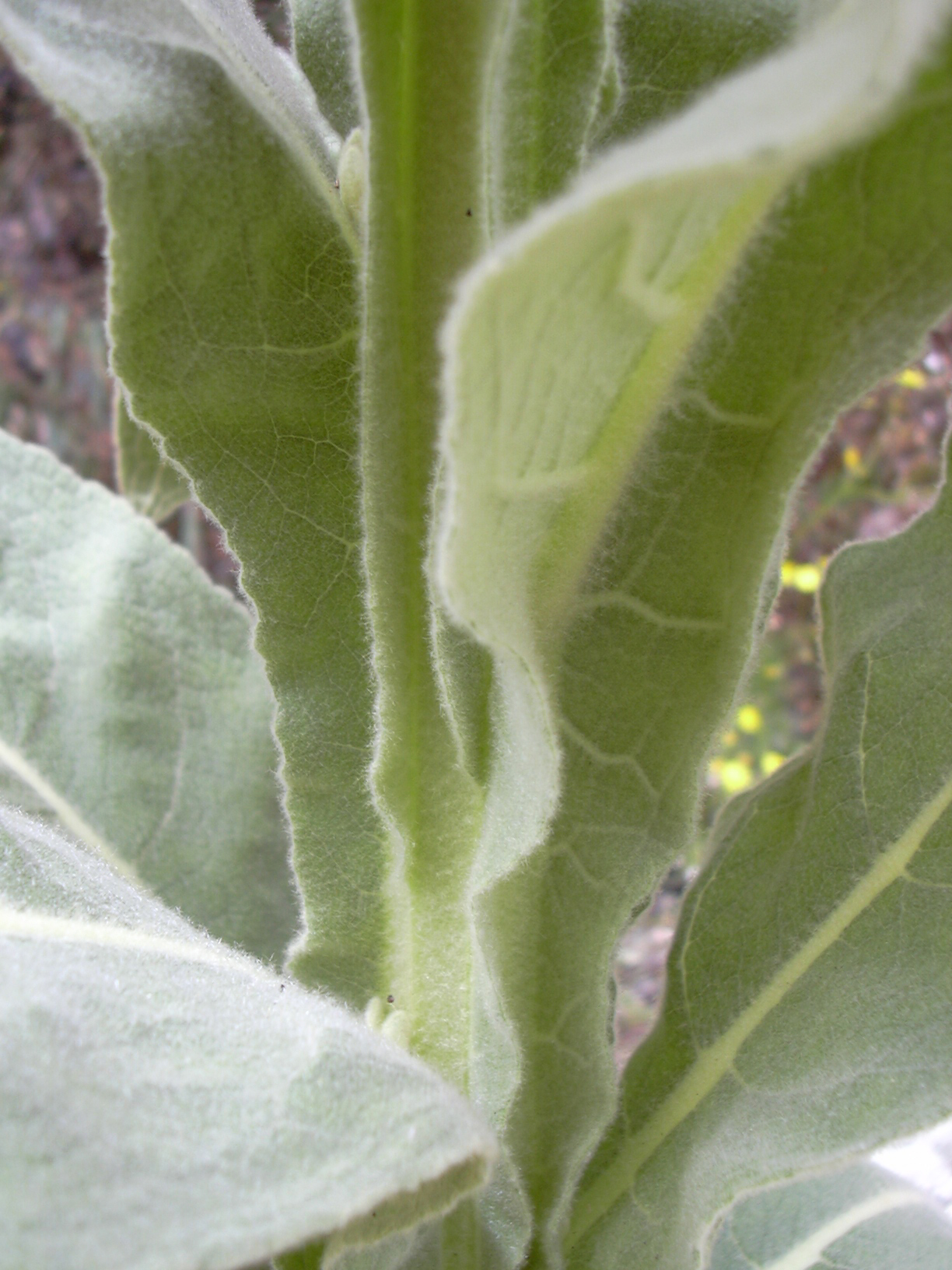
Devido à penugem que recobre a planta, o Verbascum thapsus é resistente à pastagem e a herbicidas de contacto.

O controlo da planta, se desejado, é mais eficaz através de meios mecânicos, como o arranque manual e o corte com enxada, de preferência seguido pela sementeira de plantas endémicas. Os animais raramente a pastam, devido à sua penugem irritante, e os herbicidas líquidos necessitam de tensioativos para serem eficazes, pois a penugem do verbasco faz com que a água escorra pela planta, à semelhança do efeito de lótus. A queima é ineficaz, pois só cria novas áreas vazias para as plântulas do verbasco ocuparem.O G. tetrum e o Cucullia verbasci têm normalmente pouco efeito nas populações de V. thapsus como um todo. Foi proposto o uso de cabras e aves de capoeira no controlo do verbasco. Herbicidas de contacto eficazes, quando usados com tensioativos, são o  glifosato, triclopyr e sulfurometuron-methyl. Herbicidas de solo, como o tebuthiuron, também têm bons resultados mas recriam solo nu e necessitam de repetidas aplicações para prevenção do recrescimento.

## Uso

### Usos medicinais
O verbasco tem sido usado desde tempos antigos como remédio para doenças de pele, da garganta e respiratórias, como amigdalite, asma, bronquite, e outras, e também diarreia e enxaquecas sendo reconhecida a sua eficácia anti-viral no caso da Influenza. Esta planta é muito usada para remédios herbais com propriedades de emoliência e adstringência. É usada para aliviar a tosse e problemas relacionados, mas também para aplicações tópicas contra uma variedade de doenças de pele. Mais recentemente uma investigação fitoquímica sobre o Verbascum conduziu ao isolamento e identificação de um composto iridoide chamado verbathasin A e dez compostos conhecidos. Dois destes onze (luteolin e 3-O-fucopyranosylsaikogenin F) revelaram resultados promissores quanto à atividade antiproliferativa com efeitos na indução de apoptose de células cancerígenas A549 (cancro do pulmão). Extreatos de Verbascum thapsus combinados com outras quatro plantas medicinais revelaram atividade antiviral no combate ao vírus da herpes.
Há 2000 anos Dioscórides recomendou o seu uso contra doenças pulmonares, sendo esse um dos seus principais usos ainda hoje. A decocção das folhas e o uso em tisanas faz-se para a expectoração, tosse seca, bronquite, garganta inflamada e hemorroidas. As folhas podem ser fumadas, uma tradição que os povos ameríndios adquiriram. Estes usaram a planta introduzida na América para fazer xaropes contra a laringotraqueobronquite. A combinação de saponina expectorante e a mucilagem emoliente tornam a planta particularmente eficaz contra a tosse.

### Bruxaria
Tal como muitas outras plantas medicinais (Plínio, o Velho descreve-a na sua Naturalis Historia), o verbasco ficou ligado à bruxaria e a planta foi muito usada para alegadamente evitar maldições e espíritos malignos.
Com efeito, o naturalista Arruda Furtado, chegou a relatar as crenças populares dos Açores, mais propriamente da ilha de São Miguel, que atribuiam à boliana a faculdade de conceder fortuna ao seu detentor, contanto que se plantasse junto do verbasco, do trovisco e da bela-luz.
No Brasil colonial, feitiçarias que buscavam o "perdão de crimes" usavam entre seus ingredientes essa planta e Lavanda, como no caso da feiticeira Maria Padilha

### Outros usos
A planta também serve para fazer tinturas e tochas e diversos tipos de extrato herbal. Pelo facto de as sementes conterem vários compostos químicos (como saponinas, rotenona, etc.) que causam problemas respiratórios aos peixes é usada como piscicida em pesca.
A tintura obtida das flores é de cor amarela ou verde e pode ser usada como colorante capilar. As folhas secas e a penugem da planta podem ser usadas no fabrico de pavios, ou colocadas debaixo das palmilhas dos sapatos como isolantes. Os caules secos podem ser mergulhados em sebo para fazer tochas.